# Plenkert
Plenkert (Limburgs: De Plenkert) is een buurtschap in de gemeente Valkenburg aan de Geul. Ze ligt ten westen van de kern van Valkenburg (Limburg) aan de linkeroever van de Geul. De buurtschap bestaat uit de Plenkertstraat en de Polfermolen (vernoemd naar de "Pulvermolen" of Kruitmolen). Tot 1940 behoorde Plenkert tot de gemeente Houthem. In dat jaar werd Houthem bij Valkenburg gevoegd.
De buurtschap Plenkert wordt gemeentelijk ingedeeld bij de buurt Broekhem-Plenkert.

## Toponymie
De buurtschap ligt tegen de steilrand van de mergelhellingen aan, welke zich ten zuiden van het Geuldal bevinden. Aangezien deze vroeger niet bebost waren en wit ("blank", "blinken" = "plenk") afstaken, zou dit een verklaring voor de naam van de buurtschap zijn. Een minder plausibele verklaring zou zijn dat er een plankje (plenkske) over een beekje lag, waarop de mensen plaats konden nemen.

## Bezienswaardigheden
- De voormalige Hervormde kerk, een bouwwerk uit 1891, dat tegenwoordig in gebruik is als restaurant.
- Het Openluchttheater Valkenburg, uit 1916.
- Het rotspark, bij het openluchttheater.
- Het Cuypershuisje en de Romeinse Katakomben
- De Polfermolen, een voormalige kruitmolen op de Geul.
- Villa Alpha
- Villa Rozenheuvel

### Groeves
Aan de Plenkertstraat liggen de groeves (van oost naar west):
- Bergkelders Villa Alpha
- Alphagroeve achter Villa Alpha
- Groeve of Grafkelder Loisel achter de Hervormde kerk
- Plenkertgroeve
- Groeve achter Villa Rozenheuvel
- Heksenkeuken in het Openluchttheater Valkenburg
- Groeve onder het Rotspark
- Neolithische vuursteenmijnen in de mergelhellingen aan de Plenkertstraat, ontdekt in 1992.
- Heidegroeve met daarin de Romeinse Katakomben, aangelegd in de mergelhellingen en vormgegeven naar de Catacomben van Rome, aangelegd van 1908-1910.
- Geologisch monument Groeve Einde Plenkertweg
- Pompstation Heytgracht
- Carolusgroeve

## Natuur en landschap
Zowel het Geuldal als de beboste mergelhellingen, met het Polferbos en de Cauberg, zijn natuur- en cultuurhistorisch van groot belang.

## Economie
In Plenkert bevond zich de Brouwerij De Leeuw, opgericht in 1921 en gesloten in 2006. De brouwerij is ontstaan op de plaats waar de Polfermolen was gevestigd.
Dorpen: Berg · Broekhem · Houthem · Oud-Valkenburg · Schin op Geul · Sibbe · Valkenburg · Vilt

Gehuchten: Emmaberg · Engwegen · Geulhem · Heek · Heerstraat · IJzeren · Keutenberg · Neerhem · Plenkert · Schoonbron · Sint Gerlach · Strabeek · Strucht · Terblijt · Vroenhof · Walem

Limburg: Steden en dorpen      Nederland: Provincies · Gemeenten